# 大友克洋
大友 克洋（おおとも かつひろ、1954年4月14日 - ）は、日本の漫画家・映画監督。宮城県登米郡迫町出身。血液型はA型。息子はイラストレーターの大友昇平（SHOHEI）。
ペンタッチに頼らない均一な線による緻密な描き込み、複雑なパースを持つ画面構成などそれまでの日本の漫画にはなかった作風で、80年代以降の漫画界に大きな影響を与えた。
1988年、自作を元に自ら制作したアニメーション映画『AKIRA』は日本国外でも高い評価を得て、「ジャパニメーション」と呼ばれる、日本国外における日本アニメムーブメントのさきがけとなった。
近年は主に映画監督として活動している。日本SF作家クラブ会員だったが、2023年2月時点では退会している。

## 経歴
東北の田舎に生まれ、何もすることが無かったので、幼少の頃より漫画をたくさん読んで育った。絵を描くのが好きだったので、小学生の頃は『鉄腕アトム』や『鉄人28号』をよく模写していた。
中学時代に石ノ森章太郎の『マンガ家入門』を読んだのをきっかけに、本格的に漫画家を志すようになる。
宮城県佐沼高等学校に入学。その頃から映画に興味を持ち始め、一時漫画から離れて映画漬けの日々を送る。またイラストにも興味を持つようになり、将来はプロのイラストレーターか映画監督になりたいと思うようになる。しかし、一人立ちを考えて漫画を描き始め、1971年末に処女作『マッチ売りの少女』を執筆。手塚治虫の雑誌『COM』や『りぼん』に数度投稿を行う。高校を卒業すると上京し、以前友人に紹介されて漫画を見せたことのある双葉社の編集者に連絡を取り、採用される。
1973年、『漫画アクション』（双葉社）にて「銃声」でプロの漫画家としてデビュー。以後、『漫画アクション』の本誌・増刊で若者の日常を描いた短編作品を発表。次第にニューウェーブの作家として一部の漫画読者からは知られた存在になって行く。
1978年、描きためておいた「ヘンゼルとグレーテル」を『ヤングコミック』（少年画報社）に持ち込み、掲載される。以降、『アクション』以外の漫画雑誌やSF雑誌へと活躍の場を広げ、西洋に題材をとった話やSFなどを発表するようになる。
1979年、初の単行本となる自選作品集『ショートピース』刊行。一般に名前が知られるようになり、他の「ニューウェーブ」作家らとも交流を持つようになる。
1980年、『アクションデラックス』に『童夢』、『漫画アクション』に『気分はもう戦争』（原作：矢作俊彦）を連載開始。
1982年、『週刊ヤングマガジン』にて『AKIRA』（ - 1993年）の連載を開始。この作品で一気にメジャー作家となる。漫画のヒットにより、約500万円の予算で1時間ほどの16mmフィルムの実写映画『じゆうを我等に』を自主制作。プライベートムービーを作ることで、映画制作のプロセスを自分なりに勉強した。
1983年公開のアニメ映画『幻魔大戦』（りんたろう監督）で、キャラクターデザイナーとして初めてアニメーション作品に参加。漫画とアニメとの違いを肌で感じ、この経験をきっかけにアニメ制作に興味を持つ。
1986年公開のオムニバス映画『迷宮物語』の中の一編「工事中止命令」で、初めて監督を務める。『幻魔大戦』の後、アニメ制作会社マッドハウスの丸山正雄プロデューサー（当時）から「短編を1本作ってみないか」と誘われ、二つ返事で引き受けた。
1988年、自身の漫画をアニメ化した劇場アニメーション映画『AKIRA』で長編作品を初監督。1991年には『ワールド・アパートメント・ホラー』で商業実写映画を初監督する。以降、漫画よりも映画の分野に活動の軸足を移し、オムニバス映画『 MEMORIES』（1995年）、長編アニメ『スチームボーイ』（2004年）、実写映画『蟲師』（2007年）などの監督作品を発表する。
2012年、自らプロデューサーとなって、東日本大震災の復興支援を兼ねた初の原画展「大友克洋GENGA展」を開催。3000枚もの原画が展示される漫画家としては世界最大規模の原画展となり、収益の約3割を被災した地元団体に寄付した。
2013年公開のオムニバス映画『SHORT PEACE』の中の一編『火要鎮』で監督を務める。同作はアヌシー映画祭公式セレクションとともに、アカデミー賞（アメリカ）へのプレノミネートを果たした。
2015年、アングレーム国際漫画祭で日本人として初めて最優秀賞を受賞する。それまでにも日本の漫画家が作品賞や特別賞を受賞したことはあったものの、大賞は大友が初めて。
2019年、Anime Expo 2019にて新作映画『ORBITAL ERA』の制作、代表作『AKIRA』の再アニメ化が発表される。
2022年1月より、講談社からデビュー以来の単行本未収録作品を含む全作品を雑誌掲載時の状態のまま収録する大友克洋全集「OTOMO THE COMPLETE WORKS」の刊行が開始される。

## 作風と影響

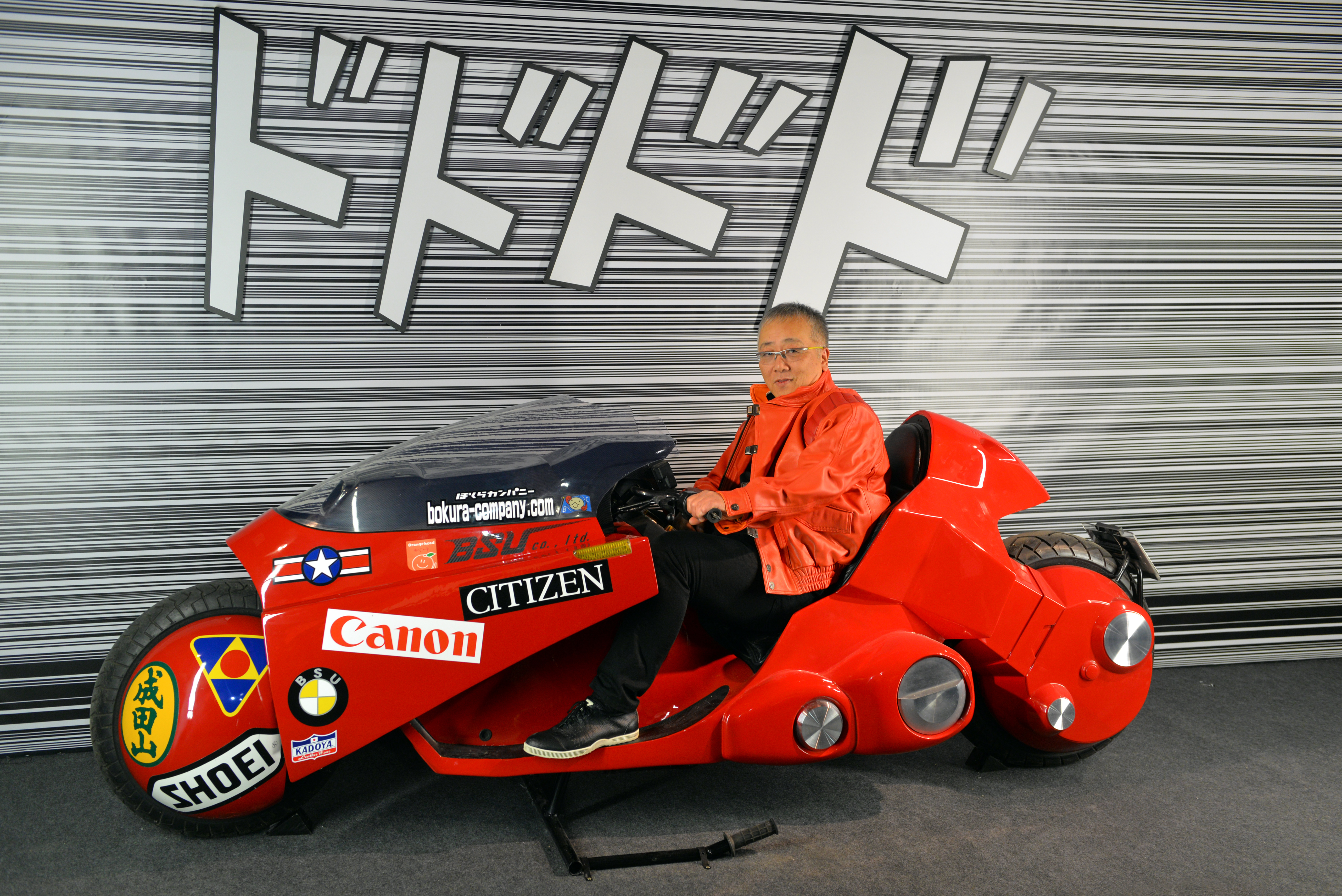
2016年アングレーム国際漫画祭にて

### 初期の作風
大友の初期の作品は日本ATG映画やアメリカン・ニューシネマの影響が強く、ロックやジャズ、ドラッグといった70年代の文化を背景とした日常風景を淡々と描くものが多かった。
コマ割りなどには敬愛する黒澤明やサム・ペキンパーの影響が強い。
緻密に描き込まれているにもかかわらず、余白を大胆に取ることで白っぽい画面が作られており、リアルでありながら劇画のような泥臭さや過剰さのない乾いた画風が注目された。

### 「大友以前・大友以後」
大友は、戦後に漫画において描かれてきた物語を解体し語りなおす作家として登場した。『ショート・ピース』刊行以後、日本の漫画全体の画風、手法が大きく変わったため、漫画の表現史を画するものとして「大友以前、大友以後」という言葉がしばしば用いられる。この言葉を用いた一人である米澤嘉博は、手塚治虫によって体系化された、記号化された絵を用いて意味のあるコマの連続で物語を表現するという漫画の手法に対して、事態をリアルに一枚の風景として描き出し、自在に変化するカメラワークによる画面の連続で作品を構成する大友の手法を、「非手塚的手法」と呼んだ。
なお手塚本人は、劇画ブーム終焉の要因を大友作品に帰するなど、大友を極めて高く評価していた。
大友の作品ではしばしばキャラクターのいない、風景だけが大写しにされたコマが続けて描かれるが、風景を物語の説明的な背景として使うのではなく「風景だけで何かを語らせる」というやり方は、それ以前の漫画にはない新しい手法であった
ササキバラ・ゴウは、漫画の絵から説明的な意味・文脈を取り去り、人物も風景も同じ質感を持った単なる「もの」として写実的・立体的に描く大友の表現が、漫画の作品世界の中で均質な空間を表現することを可能にしたと指摘している。このことは一面では、箱庭的な物語世界のなかにディテールを描き込むことへの欲求を作家に与え、70年代以降のSFブーム・アニメブームと連動して、作品に細かな世界設定を描きこむ傾向を育てた。このような傾向はのちに士郎正宗らによって徹底的に追究されていくことになる。他面、人物の立体的な造形は80年代以降の士郎正宗や桂正和、遊人などの描く美少女像を変化させ、「記号的な顔」と「写実的な肉体」を併せ持つ、日本の漫画表現独特の美少女キャラクターを生み出す一因ともなった。上記に加え、老人を口元に皺を一本入れるというような記号的な方法でなく、骨格から皮膚のたるみまで老人として表現するような大友のデッサン力、建物を様々な角度から正確な遠近法で描き出す描写力、写真や映画などから影響を受けた光学的な表現方法などは、以後の漫画界全体の画力を底上げすることになった。この他にも、効果音を描き文字ではなくフキダシを使って描く方法や、超能力などの大きな力によって地面が割れたり、球状にへこんだりするといった表現方法など、大友が始めたことでスタンダードとなった手法は数多い。
大友は、それまでは平面的だったマンガやアニメの世界を、生身の骨格を持ったキャラクターたちや、構造を理解した上で描いた高層ビル群などの奥行きのある背景によって、リアルに立体化してみせた。物事をテンプレに沿って描いたり漫画的表現をしたりすることを避け、物も人も現実に即した表現で描写、キャラクターも全く美化せず、見たままのアジア人的な容姿（細い目、低い鼻、短い足、小さい乳房）で描いた。そうすることにより、例え荒唐無稽なストーリーであっても本当にあるかもしれないと読者に思わせることが可能となっている。
このような大友のスタイルの斬新さは有名無名を問わず、多くの漫画家に多大な影響を与えた。『ショートピース』刊行前後よりその手法を模倣する漫画家が多数出現。その影響は浦沢直樹、守村大、東本昌平などの当時の新人だけでなく、福山庸治、谷口ジローといった既存の作家にも表れ、作風の変化をもたらした。とり・みき、みやすのんきらは大友風のSFX描写を積極的に取り入れた。貞本義行は衝撃のあまり、大友の単行本を仕事場に置いて、横で見て手本にしながら、大友の「人間の顔を真っ正面から劇画としてアプローチし、且つ漫画的なデザインセンス」を研究していった。そしてそれは少年誌・青年誌の漫画家だけでなく、吉田秋生などの少女漫画家にも及んだ。
大友は漫画界のみならず、アニメの世界にも革命をもたらし、その先進性によって世界中から注目されるようになった。大友の長編監督デビュー作となった劇場アニメ『AKIRA』（1988年）は、日本だけでなく世界中のカルチャーに影響を与え続けている。アメリカ映画『クロニクル』（2012年）は監督のジョシュ・トランクが『AKIRA』の影響を口にし、カニエ・ウェストの「Stronger」のMVは映画『AKIRA』の世界観と映像をオマージュしたものになっている。また日本の映画の音響面も大友作品以降、大きく進化することになった。
アニメーション監督としては安彦良和のファンで、『機動戦士ガンダム』ではなく、それ以降の『巨神ゴーグ』『ヴイナス戦記』などのアニメ作品が好き。また、安彦とは以前は彼のスタジオによく遊びに行っていた仲でもある。

### SFへの傾倒
デビュー以降、ATG映画のような若者の日常のバカバカしさを漫画にしていたが、1978年頃にメビウスやフランスのSF・ホラー漫画雑誌「メタル・ユルラン」の作家たちの存在を知ったことでバンド・デシネやヨーロッパのコミックに傾倒、いったんSFや西洋モノの作品に引き寄せられた。そして、彼らの様にきちんと絵を描くならストーリーもしっかり作らないといけないと考えるようになり、ストーリー作りにも力を入れるようになった。その後、軌道修正して自分なりの作風を確立する。
当時、日本の漫画業界は、劇画は『ゴルゴ13』のようなハードボイルド、一般漫画はスポーツ漫画と似たようなジャンルの作品ばかりだった。同じことをやりたくなかった大友は、若者のどうしようもなさを描くような漫画には飽きていたこともあり、子供のころから好きだったSFというジャンルを選んだという。
初めて描いたSF作品は、1979年発表の「Fire-Ball」。それまでロングショットだけで作中人物を描いてきた大友が初めてアップを使った作品でもあり、『童夢』『AKIRA』と続く80年代のSF作品への前触れとなった。1981年の「武器よさらば」は、SFというだけでなく、それまで実験的で渋めの作品が多かった大友がエンタメ志向でアクションを描いたことで驚かれた。

### 実写とアニメ制作
1980年代半ばからは漫画制作からアニメ映画や実写映画などの映像制作に活動の場を移していく。実写とアニメの制作については、分担作業である実写に対し、アニメは自分の頭の中でイメージが出来てしまう分、思い通りにならない現実とのギャップに悩まされるという。また日本のアニメは、実写同様にスタッフの枠が細分化されているアメリカと違って監督の影響力が強く、作品のすべてにその色が出てくるので、どれくらい物事を勉強しているか、あるいは世界に目を向けているかが重要になってくると述べている。
アニメの場合、実写のフレームとレンズの選定に相当するレイアウトは、常に自分で決めるようにしている。

### パロディと批評性
大友は写実的な作風を持つ一方で、作品において漫画作品を始めとする過去の他の作品のパロディ、引用も数多くなされている。
大友本人は、子供の頃に触れた好きな作品へのオマージュを作品にするというのが制作における基本だと語っている。特に、手塚治虫、石ノ森章太郎、横山光輝という3人の漫画家を尊敬しており、自身の漫画でそれぞれオマージュを捧げている。手塚へのオマージュは、『FIRE BALL』において、メインコンピューターが"ATOM"（『鉄腕アトム』）と呼ばれているところ。石ノ森については、超能力をテーマにした『童夢』において、主人公の名前エッちゃん（悦子）を、同じく超能力を持つ少女が主人公の『さるとびエッちゃん』から引用している。横山は、代表作『AKIRA』の作品全体が横山のロボット漫画『鉄人28号』へのオマージュとなっている。作品タイトルにもなっている登場人物アキラの「実験番号28」は『鉄人28号』にちなんでつけており、主役を含む主要キャラクターの名前も同作の登場人物から引用している。また「戦時中に開発された究極の兵器が戦後の平和な時代に発見され、それを巡って物語が展開する」という物語の大筋も『鉄人28号』と同じであり、そのことは大友自身が語っている。
- 1976年に掲載された短編『CHUCK CHECK CHICKEN』（漫画アクション増刊、1976年11月3日号）は当時大団円を迎えて日本中に大ブームを巻き起こした『子連れ狼』の全編パロディとなっており、駆け落ちした妻と間男を追って元香荻（こおぎ）藩粋応（すいおう）流の解釈人・拝三拝（拝一刀）が一子・団子郎（大五郎）と旅をする物語となっている[注 14]。
- 1977年から不定期掲載(全５話)された『さよならにっぽん』（週刊漫画アクション、1977年8月4日号〜1978年2月23日号）はNYに空手道場を構える日本人の空手家の物語で当時ブルース・リーや『空手バカ一代』が流行っていた事からカンフーや空手をネタに依頼され、NYを舞台にしたのは映画『フレンチ・コネクション』の影響である。
- 『ハイウェイスター』は公道でのドラッグレースを描いた物語で映画『断絶』の影響である。
- 『酒井さんちのゆきえちゃん』は大友が個人的に酒井ゆきえが好きだった事から描いたオマージュ作品で作中にも『ママとあそぼう!ピンポンパン』の番組に酒井ゆきえが登場している。
- 1978年から『rockin'on』で連載された「大友克洋の栄養満点!」[注 15]では、『白雪姫』『赤頭巾』といった有名な童話をシニカルなファンタジーとして語り直しており、1979年より『バラエティ』に連載された『饅頭こわい』（単行本未収録）では毎回2ページを使って『鉄人28号』や『ゲゲゲの鬼太郎』などといった様々な漫画作品のパロディを行なっている。
- 1979年の『コミックアゲイン』誌では少女漫画の画風を模倣したパロディ作品「危ない! 生徒会長」（『SOS大東京探検隊』収録）を掲載している。
- 短編作品『猫はよく朝方に帰って来る』に登場する私立探偵は青池保子の『エロイカより愛をこめて』に登場するスパイ、エーベルバッハ少佐のパロディだと筆者自身がコメントしている。

### デザイン

#### キャラクターデザイン
キャラクターデザイナーとして最初にオファーを受けたのは、アニメ映画『幻魔大戦』。
子供の頃は鉄腕アトムなどを真似して、非常に伝統的な漫画のような絵を描こうとしていた。しかし、高校生の時に流行った横尾忠則や伊坂芳太良といったイラストレーターの絵柄がすごく好きになり、自分もそういう画風でイラストのような感覚で漫画を描いてみたいと思うようになった。それ以来、漫画の登場人物は、従来の古典的なスタイルではなく、そういった新しいアプローチで描くようになった。
『幻魔大戦』の際、プロデューサーの丸山正雄に「ヒロインのルナ姫が可愛くない」と指摘されて何度も描き直したが、どうしても可愛く描けず、監督のりんたろうが間に入って可愛くないままのデザインでOKとなった。その後、『AKIRA』以降の作品では、初期に比べて登場人物の目が大きくなり、造形をかっこよく・可愛らしく描くようになっている。過去のインタビューでは、「そういった（一般的なアニメらしい可愛さの）絵柄も簡単に描けるが、描く理由もない。描かないと生き残れないなら描く」と語っている。

#### メカニックデザイン
メカデザイナーとしては、「武器よさらば」で名を知られるようになった。作中のパワードスーツのデザインのアイデアは、その後、様々なジャンルの多数の作品に引用されている。
『幻魔大戦』に登場するサイボーグ戦士ベガのデザインは、当時のロボットデザインとは一線を画すオリジナリティを感じさせるものになっている。
『AKIRA』に登場する金田のバイクの未来的デザインは画期的で、世間に衝撃を与えた。アニメの世界以外でも、モーターショーでコンセプトモデルとして展示されたり、デザインを再現したカスタムバイクが販売されたり、スティーヴン・スピルバーグ監督のハリウッド映画『レディ・プレイヤー1』に登場したりしている。
影響については、特に一つを選ぶのが難しいくらい様々な人や作品に受けている。自身が見て経験してきたもの全ての影響がごちゃごちゃになって混在していて、その中から作品が生まれてくるという。小説『宇宙の戦士』のパワードスーツのデザインを手がけた宮武一貴や加藤直之のいたスタジオぬえの存在はもちろん大きいが、影響されたものには『2001年宇宙の旅』のようなSF映画も含まれている。『スターウォーズ』のデザインはあまり好きではなく、『エイリアン』やクリス・フォスやメビウス、H・R・ギーガーたちを集めてアレハンドロ・ホドロフスキーが制作しようとしていた『デューン』の方を好む。
シド・ミードの作品には大いに影響を受けている。金田のバイクも、シド・ミードがデザインした映画『トロン』に登場するバイク、ライトサイクルの楕円形の大きなフォルムから着想を得ている。
日本人では、自身の作品にも参加している渡部隆のほか、小林誠や『新世紀エヴァンゲリオン』のメカデザインも好き。

## 受賞歴
- 1981年 - 第10回日本漫画家協会賞優秀賞（「童夢」「I・N・R・I」ほか）
- 1982年 - 第13回星雲賞コミック部門（『気分はもう戦争』）
- 1983年 - 第4回日本SF大賞（『童夢』）[51]
- 1984年 - 第15回星雲賞コミック部門（『童夢』）
- 1984年 - 第8回講談社漫画賞一般部門（『AKIRA』）
- 1992年 - アイズナー賞（アメリカ）最優秀彩色部門（『AKIRA』米国版）
- 2002年 - アイズナー賞（アメリカ）最優秀最優秀アーカイブプロジェクト部門および最優秀国際作品部門（『AKIRA』米国版）
- 2005年 - フランス芸術文化勲章シュヴァリエ（騎士）受章
- 2002年 - アイズナー賞（アメリカ）コミックの殿堂入り[52]
- 2012年 - 第16回文化庁メディア芸術祭アニメーション部門大賞（『SHORT PEACE』の一編「火要鎮」）[53]
- 2013年 - 紫綬褒章受章[54][55]
- 2014年 - アニー賞（アメリカ）ウィンザー・マッケイ賞 （生涯功労賞）[56][57]
- 2015年 - アングレーム国際漫画祭（フランス）グランプリ[58]
- 2019年 - フランス芸術文化勲章オフィシエ（将校）受章[59]

## 作品リスト

### 漫画作品

#### 単行本
- ショートピース（1979年、奇想天外社）（1986年、双葉社）
- ハイウェイスター（1979年、双葉社）
- GOOD WEATHER（1981年、綺譚社）
- さよならにっぽん（1981年、双葉社）
- ヘンゼルとグレーテル（1981年、ソニー・マガジンズ）
- 気分はもう戦争（1982年、双葉社）矢作俊彦原案
- BOOGIE WOOGIE WALTZ（1982年、綺譚社）
- 童夢（1983年、双葉社）
- AKIRA（講談社、1983年 - 1993年、全6巻）
- 彼女の想いで…（1990年、講談社）
- SOS大東京探検隊（1996年、講談社）
- 武器よさらば（2013年、バンダイビジュアル）

#### 原作など
- 大友克洋・高千穂遙原作、高寺彰彦作画「サルタン防衛隊」（1982年）
- 今敏著「ワールドアパートメントホラー」（1991年、今敏『ワールドアパートメントホラー』収録）- 実写映画のコミカライズ。映画の監督は大友、原案は今敏、脚本は信本敬子[60]。
- 大友克洋脚本、岡田鯛漫画「ZeD」（1991年） - アニメ映画『老人Z』のコミカライズ。
- 大友克洋原作、ながやす巧作画「沙流羅」（1990年 - 2004年）
- エンキ・ビラル著、大友克洋監修、貴田奈津子訳「モンスターの眠り」（1998年）
- 大友克洋・木村真二共著「ヒピラくん」（2001年 - 2002年） - 絵本。
- 大友克洋原作、衣谷遊作画「スチームボーイ」（2005年 - 2007年） - アニメ映画『スチームボーイ』のコミカライズ。
- 大友克洋原案、富沢義彦原作、海童博行作画「危機之介御免」（2006年 - 2007年）
- 大友克洋原案、富沢義彦原作、海童博行作画「危機之介御免〜ギヤマンの書〜」（2008年 - 2009年）
- 大友克洋原案、中川いさみ漫画「サプライズ」（2018年、月刊モーニングtwo6月号掲載）

### イラストレーション

#### 装画・挿絵など
- 高千穂遥『狼たちの曠野』（1981年）装画
- 都筑道夫『銀河盗賊ビリイ・アレグロ』（1981年）装画
- 関川夏央『名探偵に名前はいらない』（1981年）口絵
- 矢作俊彦『カニを、もっとカニを!』（1981年）挿絵
- 矢作俊彦『カニを、さらにカニを!!』（1982年）挿絵
- NHK教育『YOU』（1982年）オープニングのイラスト集。テーマ音楽は坂本龍一。
- 久住昌之『久住昌之の笑えるビデオ HESO』（1990年） 表紙イラスト
- 矢作俊彦『東京カウボーイ』（1992年）装画
- 石野卓球『DOVE LOVES DUB』（1995年） CDジャケットイラスト
- 東京スカパラダイスオーケストラ『ROCK MONSTER STRIKES BACK』（1996年）CDジャケットイラスト
- 東郷隆『幕末袖がらみ』（1998年） 表紙イラスト
- ジェイムズ・キャメロン・小峯隆生『豪快！映画学　ジェイムズ・キャメロン×小峯隆生』（2001年）装画
- おたくの殿堂 『お殿』（2006年） ロゴ
- 佐藤哲也『ぬかるんでから』（2007年） 装画
- 関純二『担当の夜』（2014年）筆者近影[61]
- SABU『天の茶助』（2015年） 装画
- ピーテル・ブリューゲルの絵画「バベルの塔」（1563年）の内部図解「INSIDE BABEL」（2017年）[62]
- 佐藤喬『逃げ 2014年全日本選手権ロードレース』（2018年）装画
- 東京スカパラダイスオーケストラ「TOKYO SKA TREASURES ～ベスト・オブ・東京スカパラダイスオーケストラ～」（2020年）CDジャケットイラスト

#### 画集
- OTOMO KATSUHIRO ARTWORK KABA（講談社、1989年）
- ビバ・イル・チクリッシモ!（マガジンハウス、2008年）寺田克也との合作
- OTOMO KATSUHIRO ARTWORK KABA2（講談社、2012年）
- GENGA OTOMO KATSUHIRO ORIGINAL PICTURES（発行：大友克洋原画展実行委員会 発売：パイ インターナショナル、2012年）

### 映像作品

#### 監督作品
- じゆうを我等に（実写映画、1982年） - 自主制作作品。16ミリ60分。
- ロボットカーニバル（オムニバス・OVA、1987年） - オープニングとエンディングの監督・脚本・絵コンテを担当。
- 迷宮物語（オムニバス・アニメ映画、1986年） - 「工事中止命令」の監督・脚本・キャラクターデザインを担当。
- AKIRA（アニメーション映画、1988年）[63]
- ワールド・アパートメント・ホラー（実写映画、1991年）
- MEMORIES（オムニバス・アニメ映画、1995年）
- GUNDAM Mission to the Rise（短編CGアニメ作品、1998年） - ガンダムとザクのデザインも担当。
- スチームボーイ（アニメーション映画、2004年）
- 蟲師（実写映画、2007年）
- SHORT PEACE（オムニバス・アニメ映画、2013年） - 「火要鎮」の監督・脚本、「武器よさらば」の原作を担当。
- なかの綾「じゅうくはたち」（ミュージック・ビデオ、2016年）[64]
- ORBITAL ERA（アニメーション映画、時期未定）
- 童夢（実写パイロットフィルム、製作時期不明）[65]

#### 脚本、キャラクターデザインなど
- ライブイン・茅ヶ崎（8ミリ長編映画、1978年、森田芳光監督） - 宣伝用イラスト。
- 幻魔大戦（アニメーション映画、1983年） - キャラクターデザイン。
- クラッシャージョウ（アニメーション映画、1983年） - スペシャル・デザイン（アラクネ）。
- サントリー オールド&ペリエ「アルマジロ編」「兎ママ編」（テレビCM、1983年） - キャラクターデザイン。
- HONDA CITY TURBO II「ブルドック出現」（テレビCM、1984年） - キャラクターデザイン。
- サントリー キリコ（テレビCM、1984年） - キャラクターデザイン。
- キヤノンT70（カメラ製品のテレビCM、1984年） - キャラクターデザイン、絵コンテ、原画。
- 関西電気保安協会「アニメ青年編」（テレビCM、1986年） - キャラクターデザイン、原画。
- AKIRA（ファミリーコンピュータ、1988年） - シナリオ、プロデュース。
- 老人Z（アニメーション映画、1991年） - 原作、脚本、メカニックデザイン。
- 後楽園ゆうえんち「タワーハッカー篇」「ルナパーク篇」（テレビCM、1996年） - キャラクターデザイン。
- 宇部興産株式会社「UBE DOG」（テレビCM、1997年） - キャラクターデザイン。
- スプリガン（アニメーション映画、1998年） - 総監修。
- PERFECT BLUE（アニメーション映画、1998年） - 企画協力。
- メトロポリス（アニメーション映画、2001年） - 脚本。
- FREEDOM-PROJECT（CMおよびアニメーション映画、2006年） - 一部キャラクターデザイン・メカニックデザイン。
- ヒピラくん（短編テレビアニメ、2009年） - 「おはなし」担当。
- 鬼神伝（アニメーション映画、2011年） - オロチコンセプトデザイン。
- キリンMCダノンウォーターズ「ボルヴィック 飲む自然篇」（テレビCM、2012年） - キャラクターデザイン。
- スペース☆ダンディ（テレビアニメ、2014年） - ダンシング星人デザイン。
- 犬ヶ島（アニメーション映画、2018年） - コラボイラスト[66]。
- NHKスペシャル 東京リボーン（テレビ番組、2018年） - 一部デザイン監修。
- 鼠小僧次郎吉（アニメーション映画、2023年） - キャラクターデザイン。

#### 原作提供
- 高校エロトピア 赤い制服（1981年） - にっかつロマンポルノ映画。短編「任侠シネマクラブ」映像化。白鳥信一監督。
- シャッフル（1981年） - 短編映画。短編「RUN」を実写映像化。監督：石井聰亙 出演：室井滋ほか。大友と連絡が取れなかったという理由で無許可で撮影を始め、後で承認される。後から知らされた大友は一言声をかけて欲しいとコメントしている[67]。
- 不可思議物語（1988年） - オムニバスVシネマの中の一作。短編「猫はよく朝方に帰ってくる」を実写映像化。監督：山川直人 出演：三上博史、室井滋ほか
- SO WHAT（1988年） - 劇場公開映画。同名の短編を実写映像化。監督：山川直人 出演：東幹久、室井滋、竹中直人ほか
- 新SOS大東京探検隊（2006年）原作・キャラクター原案。 - 劇場アニメ映画。

## 関連人物
石ノ森章太郎
大友は石ノ森と同郷、同高校の出身であり、特に意識していた漫画家として石ノ森と園田光慶（『アイアン・マッスル』）を挙げている。
江口寿史
江口は自分の絵柄がイラスト的になっていったことについて、大友の影響が大きかったことを語っている。住まいが近かったため一時期はよく一緒に飲んでいたという。『老人Z』への参加も飲み話がきっかけに実現したものであった
ジャン・ジロー（メビウス）
しばしば画風が似ていることが指摘されており、大友自身「非常に好きな作家」として名を挙げている。メビウスのほうも1984年 - 85年頃に大友の『さよならにっぽん』に衝撃を受けて以来興味を持ち、相互に影響し合っていると語っている。
ナイン・オールドメン
大友のアニメーションの仕事では、初期のディズニーアニメを支えたナイン・オールドメンの影響があり、『工事中止命令』（1988年）では画集を見ながら作業していたという。
浦沢直樹
19、20歳の頃に大友の登場に衝撃を受け、絵柄がガラッと変わって大友のような絵を描くようになったという。
中川いさみ
大友が中川の漫画を気に入っており、後に中川の「マンガ家再入門」でストーリー漫画の指導をし、本作では大友が登場する。
宮崎駿
1982年の講演で諸星大二郎と並べて「半分ぐらい好き」と評している。「ぼくの好きな漫画家は諸星大二郎なんです。大友克洋も半分ぐらい好きです。なぜ好きかといえば、通俗文化――といって悪い意味で使っているわけじゃありません――の中で、それから逃れられない人たちが大勢いる中で、諸星大二郎・大友克洋の絵を見たとき、非常に清々した気分になる」

### アシスタント
- 高寺彰彦
- 今敏
- 末武康光
- 守村大 - 臨時アシスタント[42]。